# 里弗敦 (喬治亞州)
里弗敦（英語：Rivertown）是位於美國喬治亞州富爾頓縣的一個非建制地區。該地的面積和人口皆未知。

## 地理
里弗敦的座標為33°36′56″N 84°44′15″W / 33.61556°N 84.73750°W，而該地的平均海拔高度為253米（即830英尺）。